# OpenEXR
OpenEXR – otwarty format zapisu obrazów HDR, stworzony przez firmę Industrial Light and Magic i przeznaczony do wykorzystania w przemyśle filmowym. Wraz ze specyfikacją formatu udostępnia jest wzorcowa implementacja oraz narzędzia demonstrujące możliwości formatu. Cechą charakterystyczną formatu jest to, że każdy piksel jest reprezentowany przez 16- oraz 32-bitowe liczby zmiennoprzecinkowe ze znakiem, co pozwala na większą kontrolę nad kolorem oraz kontrastem.

## Format w filmach
Został, między innymi, zastosowany w procesie produkcji filmów: Harry Potter i Kamień Filozoficzny, Faceci w czerni II, Gangi Nowego Jorku oraz Znaki.

## Kompresja
Umożliwia przechowywanie danych nieskompresowanych, jak i skompresowanych za pomocą jednej z trzech podstawowych metod:
- PIZ – piksele danych poddawane są kompresji falkowej. Kompresja i dekompresja trwa tyle samo czasu. Najlepsza spośród zaimplementowanych metod kompresji, po jej zastosowaniu obraz ma od 35% do 55% swojej początkowej wielkości;
- ZIP – dane kompresowane są przy pomocy otwartej biblioteki zlib. W tym przypadku dekompresja jest szybsza niż przy użyciu PIZ, jednak kompresja jest nieznacznie wolniejsza. Po kompresji obraz ma od 45% do 55% swojej początkowej wielkości;
- RLE – najszybsza metoda kompresji, wykorzystująca algorytm RLE. Charakteryzuje się niewielką efektywnością – obraz po kompresji ma od 60% do 75% swojej początkowej wartości.